# Mazhu (köpinghuvudort i Kina, Zhejiang Sheng, lat 30,08, long 121,05)
Mazhu är en köpinghuvudort i Kina. Den ligger i provinsen Zhejiang, i den östra delen av landet, omkring 87 kilometer öster om provinshuvudstaden Hangzhou. Antalet invånare är 56 345. Befolkningen består av 27 729 kvinnor och 28 616 män. Barn under 15 år utgör 9,0 %, vuxna 15-64 år 78 %, och äldre över 65 år 11,0 %.
Runt Mazhu är det tätbefolkat, med 709 invånare per kvadratkilometer. Närmaste större samhälle är Shangyu, 18,3 km väster om Mazhu. Trakten runt Mazhu består till största delen av jordbruksmark.
Genomsnittlig årsnederbörd är 1 778 millimeter. Den regnigaste månaden är juni, med i genomsnitt 285 mm nederbörd, och den torraste är januari, med 60 mm nederbörd.